# 伊拉里奥·迪博
伊拉里奥·迪博（義大利語：Ilario Di Buò，1965年12月13日—），的里雅斯特人，意大利射箭运动员，前世界排名第一。曾参加1984年、1988年、1992年、2000年、2004年和2008年六届奥运。